# Struktura Obozu Zjednoczenia Narodowego na Lubelszczyźnie
Struktura Obozu Zjednoczenia Narodowego na Lubelszczyźnie – władze i struktura partii Obóz Zjednoczenia Narodowego na Lubelszczyźnie (1937–1939).

## Tymczasowy Zarząd Wojewódzki OZN w Lublinie
Tymczasowy Zarząd Wojewódzki OZN w Lublinie wyłoniony w marcu 1937:
- W. Dróżdż – prezes Zarządu
- Prof. Witold Krzyżanowski – wiceprezes Zarządu (profesor KUL)
- W. Radzymiński – wiceprezes Zarządu (kupiec)
- C. Ptasiński – sekretarz (dyrektor Izby Rzemieślniczej)
- W. Krzewski – skarbnik (Związek Peowiaków)
- dr M. Biernacki – członek Zarządu (lekarz)
- J. Janusz – członek Zarządu (naczelnik Urzędu Skarbowego w Lublinie, prezes koła POW)
- B. Liszkowski – członek Zarządu (prezydent m. Lublina)
- M. Piasecki – członek Zarządu (wiceprezes Zarządu Okręgowego Związku Legionistów)

## Zarząd Wojewódzki OZN w Lublinie
Zarząd Wojewódzki OZN w Lublinie wyłoniony w lipcu 1938:
- F.K. Lechicki – prezes Zarządu (senator)
- Ludwik Grabowski – wiceprezes Zarządu
- prof. Witold Krzyżanowski – wiceprezes Zarządu (profesor KUL)
- Antoni Kociuba – wiceprezes Zarządu (poseł)
- Józef Mazurkiewicz – sekretarz (adwokat)

## Przewodniczący struktur powiatowych
Przewodniczący struktur obwodowych (powiatowych, ewentualnie miejskich) wyłonieni latem 1938:
- Biała Podlaska – Władysław Weisobrod
- Biłgoraj – Ferdynand Kondysar
- Chełm – Janusz Mostowski
- Garwolin – Jan Zalewski
- Hrubieszów – Mirosław Toporowski
- Janów Lubelski – Julian Pyz
- Krasnystaw – Tadeusz Fleszyński
- Lubartów – Stefan Tatarczak
- Lublin miasto – Stanisław Rachwał
- Lublin powiat – Andrzej Koter
- Łuków – Tadeusz Szenejko
- Puławy – Stanisław Kudelski
- Radzyń – Stanisław Chłapowski
- Siedlce miasto – Ignacy Wojewódzki
- Siedlce powiat – Piotr Szumowski
- Sokołów – Marian Staniszewski
- Tomaszów – Adam Kroebl
- Węgrów – Jan Kuta
- Włodawa – Szymon Pyszko
- Zamość – Stefan Bauer